# Andreis
Andreis – miejscowość i gmina we Włoszech, w regionie Friuli-Wenecja Julijska, w prowincji Pordenone.
Według danych na rok 2004 gminę zamieszkiwały 323 osoby, 12,4 os./km².